# Rimberg (Hinterland)
Der Rimberg ist mit 497,1 m ü. NHN der höchste Berg der Damshäuser Kuppen im Gladenbacher Bergland und steht an der Schwelle des Hessen-Kasselschen Altkreises Marburg zum Hessischen Hinterland im mittelhessischen Landkreis Marburg-Biedenkopf.

## Geographische Lage
Der Rimberg erhebt sich im Nordteil von Mittelhessen am Ostrand des Hessischen Hinterlandes und liegt als höchste Erhebung der Damshäuser Kuppen in deren Nordost- bis Ostteil. An der Nahtstelle zwischen den Ausläufern von Westerwald im Südwesten, Westhessischem Bergland im Osten und Rothaargebirge im Nordosten befindet er sich zwischen dem Dautphetaler Gemeindeteil Damshausen und dem Lahntaler Gemeindeteil Caldern etwa 11 km (Luftlinie) westnordwestlich der Marburger Innenstadt. Nördlich vorbei am Berg verläuft in West-Ost-Richtung das Obere Lahntal der Lahn und südlich entspringt der Damsbach als kleiner Zufluss der nach Südosten entwässernden Ohe.

### Dominanz und Prominenz

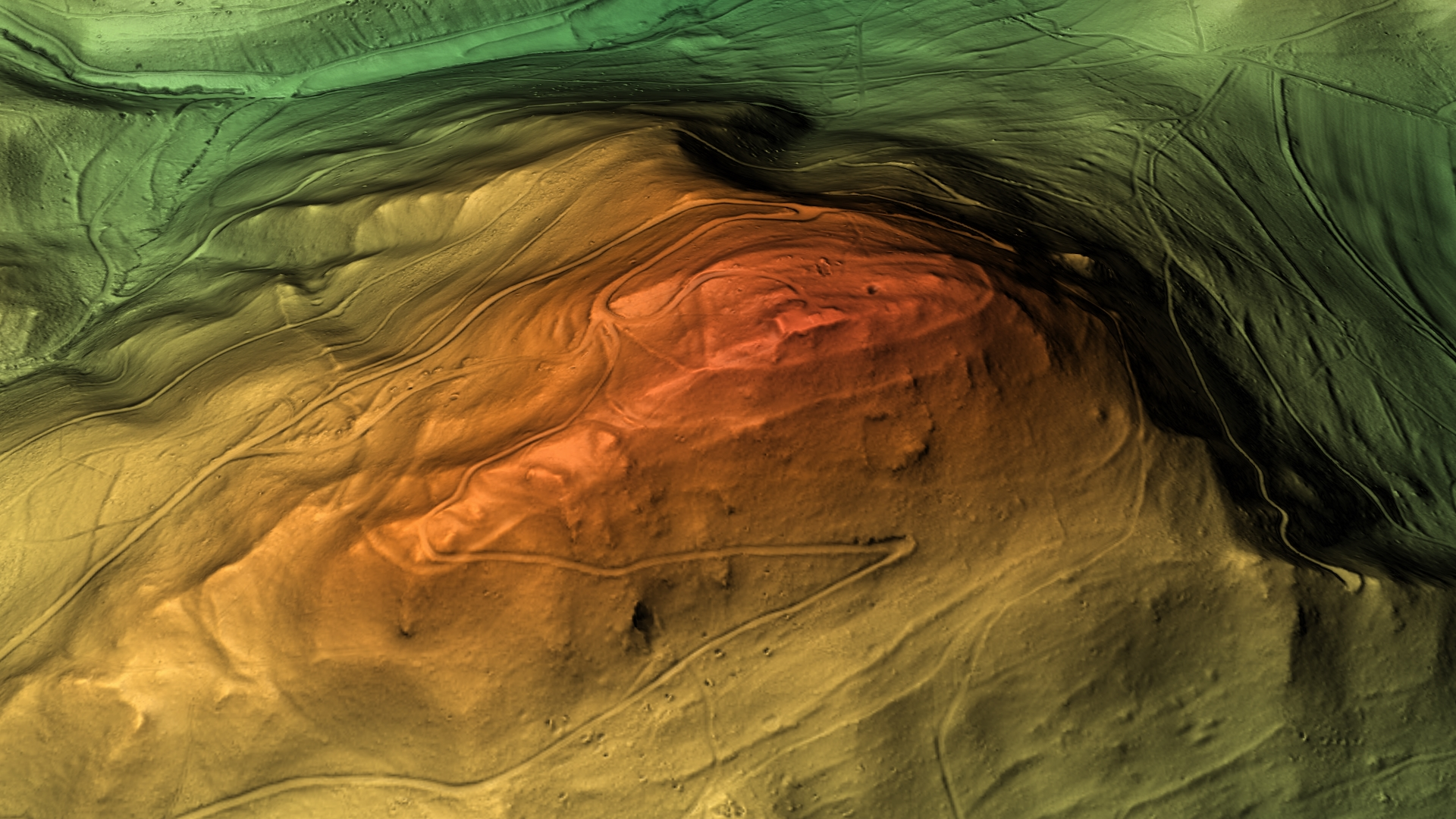
Digitales Reliefbild des Rimbergs

Der Rimberg überragt sein Umland in östliche Richtungen weithin. Nach Nordosten wird erst in 32 km Entfernung im Kellerwald seine Höhe erreicht und deutlich überschritten, nach Osten in gut 50 km im Knüll und nach Südosten in knapp 50 km am Vogelsberg. Nach Süden wird seine Höhe zwar 22 km südlicher am Dünsberg ebenfalls erreicht, aber höhere Berge im Taunus sind auch hier erst in knapp 50 km Entfernung anzutreffen.
Dessen ungeachtet beträgt die Dominanz des Rimbergs nur 6,8 km. Dieses ist die Entfernung zum nächsten 497,1 m hohen Punkt am 509,9 m hohen Hollerberg in den Sackpfeifen-Vorhöhen nördlich des Rimbergs.
Für die Prominenz des Rimbergs sind die Sackpfeifen-Vorhöhen indes ohne Belang, da sie durch das nur wenig über 200 m hohe Tal der Lahn separiert sind. Allerdings werden auch im Gladenbacher Bergland westlich und südwestlich des Rimbergs in nur wenig über 7 km Entfernung größere Höhen erreicht. Der niedrigste Punkt, den man durchschreiten muss, um zu ihnen zu gelangen, liegt an der Bundesstraße 453 nördlich Runzhausens an der Wasserscheide zwischen Dautphe und Allna, die auch in etwa die Grenze der Damshäuser Kuppen zu den Bottenhorner Hochflächen darstellt. Er befindet sich mit etwa 363 m ü. NN 135 m tiefer als der Rimberggipfel, unmittelbar am Fuße der Allberge mit dem 551,8 m hohen Daubhaus.

### Benachbarte Berge

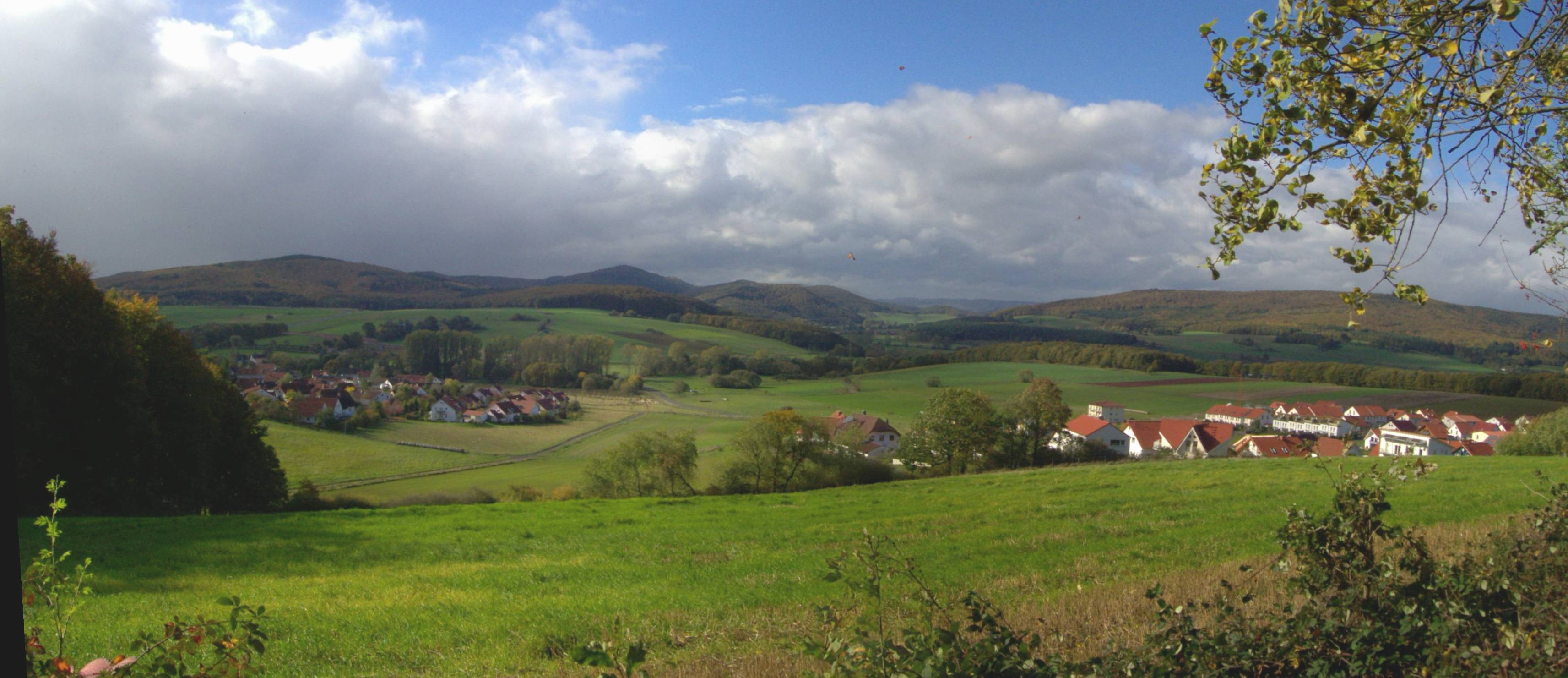
Blick von Michelbach (Osten) auf die östlichen Damshäuser Kuppen (von links): Hungert, Rimberg, Feiselberg (zweigipfelig,) und Roßberg (ca.). Der breite, ca. hohe Wollenberg (rechts) ist der östlichste Ausläufer des Rothaargebirges, das sich nach Norden, jenseits der Lahn, anschließt.

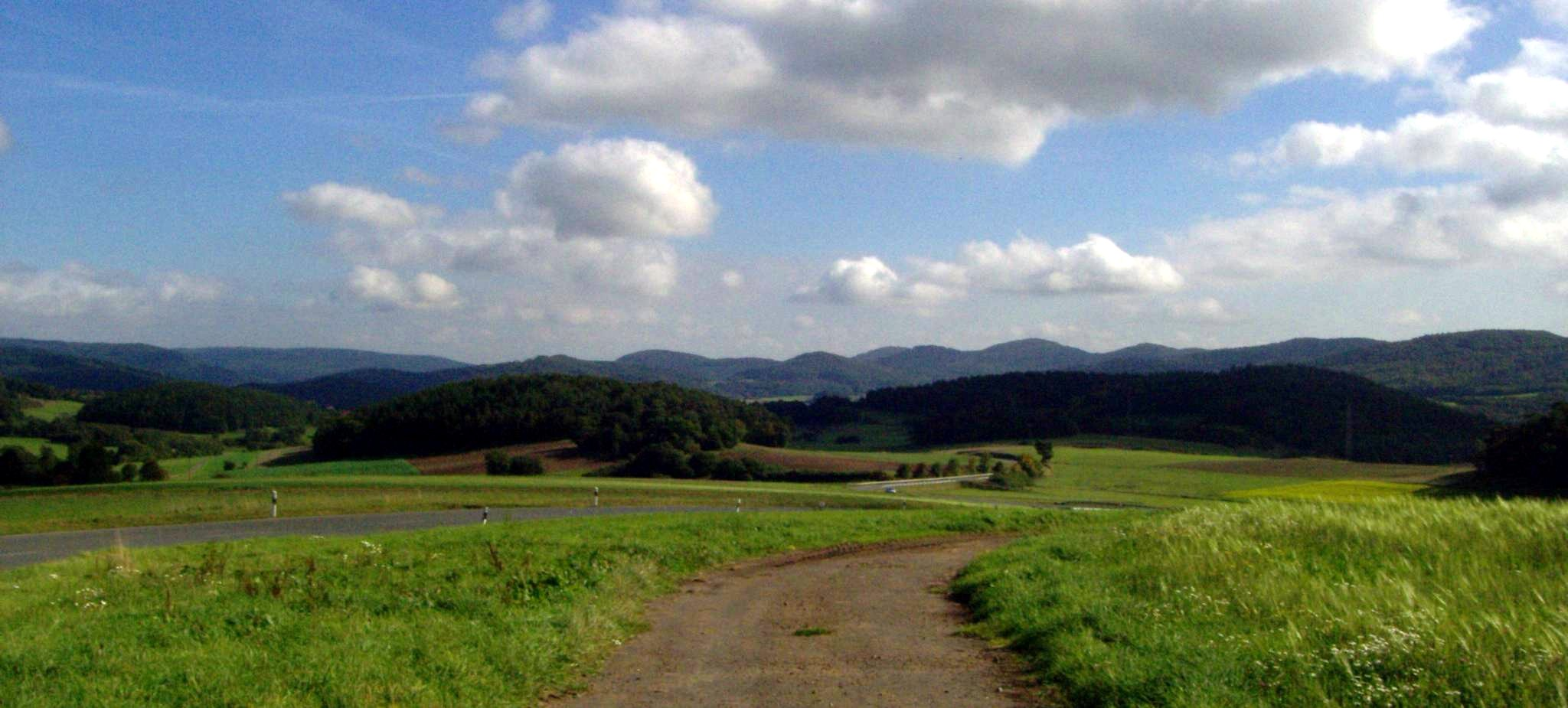
Blick von Silberg auf die Damshäuser Kuppen mit dem hohen Rimberg (mittig, teils verdeckt) im äußersten Nordosten des Gladenbacher Berglandes. Der breite, ca. hohe Wollenberg (links) gehört bereits zum Rothaargebirge

Der Rimberg ist die höchste Erhebung der Damshäuser Kuppen. Er liegt nach Nordosten nah dem Rand dieses Gebirgszuges, während in alle anderen Himmelsrichtungen weitere Kuppen folgen. Die nordöstlichste Damshäuser Kuppe ist der sich in gut drei Kilometer ostsüdöstlich anschließende Hungert (411,5 m). Nach Nordosten ist dem Rimberg unmittelbar der 412,8 m hohe, zweigipfelige Feiselberg, nach Nordnordwesten der etwa 445 m hohe Roßberg vorgelagert, wobei der Roßberg orographisch ein Ausläufer der Kappe (s. u.) ist und beide Kuppen einigermaßen eigenständig sind. Westlich des Rimbergs liegt in knapp 2 km Entfernung die 493,5 m hohe Kappe.
Nördlich von Feiselberg und Roßberg schließt sich das Obere Lahntal an, jenseits dessen in gut 4 km Entfernung im Nordosten der 474 m hohe Wollenberg aufragt, im Nordnordwesten in ähnlicher Entfernung der 459,8 m hohe Homberg, beides Sackpfeifen-Vorhöhen. Jenseits des Wollenbergs liegt die Wetschaft-Senke, die ihn vom Burgwald trennt. Östlich des Hungert trennt, in südlicher Verlängerung der Wetschaft-Senke rechts der Lahn, die Elnhausen-Michelbacher Senke die Damshäuser Kuppen vom etwa 7 km entfernten Marburger Rücken, der geologisch ein südlicher Ausläufer des Burgwalds ist.

## Name
Historische Namen des Rimberg:
- Riempergk (1577)
- Rimberg (1708–1710)
- Rennberg (1823–1850)
- Rimberg (1840–1861)

Der Name Rimberg ist von der Rundum-Sicht abgeleitet, die der Berg bietet. Nach dem südhessischen Wörterbuch bedeutet rim-di-dim, rum-di-dum u. ä. rundherum, ringsumher; ein Aussichtspunkt, der einen weiten Rundblick gewährt.
Ein älterer Name des Rimbergs ist Calantra. Er bedeutet „Kalter Baum“, aus Calan- kalt und -tra Baum. Gemeint sind exponiert gelegene Bäume in Höhenlage, was auf den Rimberg zutrifft. Der Name des Berges ist ursprünglich namensgebend für Caldern.

## Rimbergturm

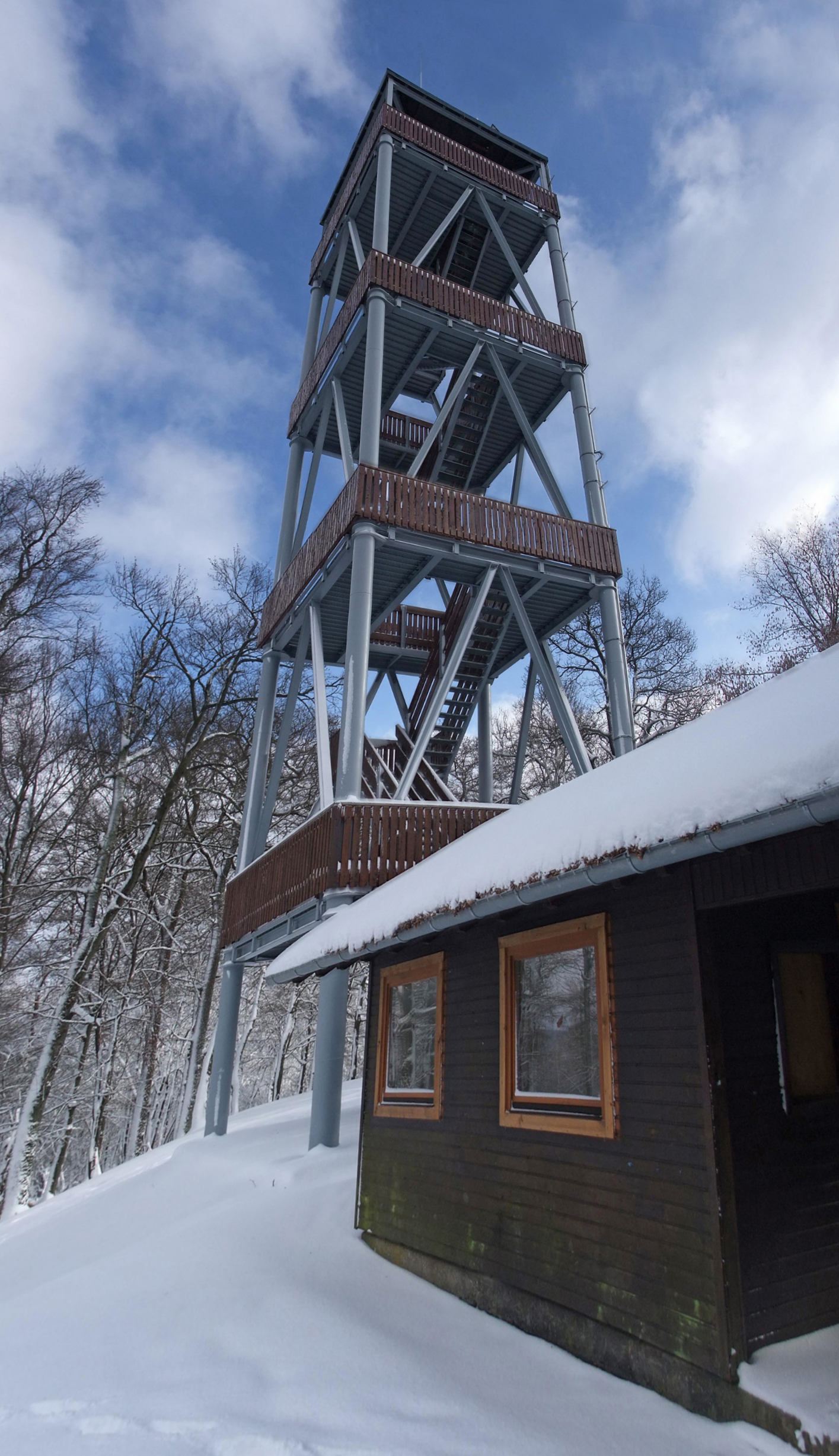
Der 24 m hohe Rimbergturm

Auf dem Gipfel des Rimbergs steht der 24 m hohe Rimbergturm, der am 30. April 1977 eingeweiht wurde. Er ist bereits der zweite Aussichtsturm auf dem Berggipfel, denn der erste um 1900 errichtete 18 m hohe Holzturm fiel in der Nacht zum 22. November 1971 einem Unwetter zum Opfer. Der Turm verfügt über vier Plattformen (3 m, 9 m, 15 m und 21 m), die über eine Metalltreppe mit insgesamt 105 Stufen und drei Zwischenpodeste erreichbar sind.
Ende Juli 2004 bis Ende September 2007 war der Turm wegen baulicher Mängel geschlossen. Im Zuge der Errichtung des Wanderparks Lahn-Dill-Bergland wurden der Turm und die umliegenden Gebäude saniert und mit einer Toilettenanlage erweitert.
In den Anfangsmonaten des Jahres 2009 wurde auf dem Turm eine Station für eine schnelle Internetverbindung per Funk errichtet. Sie versorgt das Obere Lahntal und weitere Orte in unmittelbarer Nähe des Rimbergs und dient als Relais in den nördlich der Lahn gelegenen Teil des Hessischen Hinterlands. Das Besondere an dieser Funkstation ist die Versorgung mittels Photovoltaik und zwei kleinen Windrädern. Für den Notfall bei länger andauernder ungünstiger Witterung wird noch eine Brennstoffzelle ab dem Winter eine unterbrechungsfreie Stromversorgung sichern. Die Station und die autarke Stromversorgung sind so auf dem Dach angebracht, dass sie von unten fast vollständig uneinsehbar sind und somit das Erscheinungsbild des Turmes nicht stören.

### Kurioses um den „Zankapfel“ Rimberg
Sowohl der höchste Punkt als auch der Gipfel des Berges stehen knapp auf Damshäuser und damit Dautphetaler Gemarkung, während der östliche Teil zu Lahntal-Caldern gehört. Über den Berg verläuft die Grenze des westlich gelegenen ehemaligen Kreises Biedenkopf, der bis 1866 zu Hessen-Darmstadt gehörte. Der östliche Bereich, der Altkreis Marburg, war bis 1866 Bestandteil von Kurhessen. Preußen annektierte nach seinem Sieg im „Deutschen Bruderkrieg“ 1866 das Herzogtum Nassau, den hessen-darmstädtischen Kreis Biedenkopf und Kurhessen-Kassel. Danach waren zwar beide Kreise in der preußischen Provinz Hessen-Nassau vereinigt, gehörten jedoch verwaltungstechnisch zu verschiedenen Regierungsbezirken, der Landkreis Marburg zu Kassel und der Kreis Biedenkopf zu Wiesbaden. Beide Dörfer (Damshausen und Caldern) pflegten und pflegen, auch ob des Rimberges, eine bemerkenswerte Rivalität.
Als im Jahre 1971 der erste Rimbergturm gerade eingestürzt war, räumten Calderner Bürger heimlich die Restfragmente ab und bauten die Turmspitze am Fuße des Hungert, oberhalb des Friedhofes an der Straße Caldern-Dilschhausen auf, wo sie noch heute zu sehen ist.

### Aussicht
Vom Rimbergturm hat man bei guten Sichtverhältnissen eine herrliche Aussicht in Form eines 360°-Panoramablickes.
Von Nordosten bis Nordwesten erstreckt sich das Rothaargebirge mit der Sackpfeife und ihren (östlichen) Vorhöhen:
Den Nordosten dominiert der nur 4 km entfernte und etwa 474 m hohe, sehr breite Wollenberg, der den östlichsten Ausläufer der Sackpfeifen-Vorhöhen bzw. des Rothaargebirges darstellt.
Richtung Nordwesten folgen unter anderem Kohlenberg (583 m, 14 km), Wallershöhe (812,1 m, 31 km), Arennest (591,5 m, 9 km), Sackpfeife (673,3 m, 14 km), Hainpracht (Biedenkopfer Stadtberg, 631 m, 13 km) und Buchholz (643 m). Auf dem die gesamte Region überragenden, sehr breiten Gipfel der Sackpfeife erkennt man den 210 m hohen Sendemast und, weiter rechts, den weißen Kaiser-Wilhelm-Turm.
Im Nordwesten sind die 11 km entfernte Burg Biedenkopf sowie einige flacher gelegene Ortsteile der ehemaligen Kreisstadt erkennbar. Links davon folgen in 4 bis 6 km Entfernung einige Teile der Gemeinde Dautphetal und im Hintergrund die Erhebungen des Breidenbacher Grundes, bis relativ nah (2 bis 4 km) im Westen weitere Damshäuser Kuppen (unter anderem die 493,5 m hohe Kappe und der etwa 473 m hohe Schweinskopf) folgen.
Im Westsüdwesten sticht vor allem der mit einem Fernsehturm versehene Gipfel der Angelburg (609,4 m, 15 km, höchste Erhebung der Bottenhorner Hochflächen) ins Auge, „links“ davon erkennt man den Daubhaus (551,8 m, 7 km) und, im Südsüdwesten, schließlich das „Dreigestirn“ der Zollbuche um den Hemmerich (475,7 m, 13 km) nahe Gladenbach.
Im Süden ist nur bei guter Fernsicht der Taunus mit dem Großen Feldberg (881,5 m, 68 km, höchste Erhebung im Taunus) und weiter links davon der Steinkopf (518 m, 57 km) zu sehen, deutlich näher (22 km) überragt davor der Dünsberg (497,7 m) das Umland von Wetzlar und Gießen – alle drei ebenfalls mit Fernsehturm „ausgestattet“. Auch der wuchtige Vogelsberg mit dem 773 m hohen Taufstein im Südosten ist wegen seiner 55 km Entfernung nicht immer zu sehen. Links davon erkennt man nur bei exzellenten Sichtverhältnissen die Bergkuppe der Milseburg (835,2 m, 95 km) und den Rücken der Wasserkuppe (950,2 m, 100 km) in der Rhön.
Im Ostsüdosten fällt der Schornstein vom Heizkraftwerk der Universität Marburg auf dem Ortenberg (379,4 m, 12 km) in den Lahnbergen auf, rechts dahinter die Amöneburg (ca. 365 m, 21 km). Links davon bzw. etwas weiter nördlich erkennt man bei guter Fernsicht im Osten die höchsten Erhebungen des Knüllgebirges, den Namensvetter Rimberg (Knüll) (591,8 m, 59 km), deutlich links davon das Köpfchen (588,1 m, 56 km) und das Knüllköpfchen (633,8 m, 56 km).
Im Ostnordosten schließlich wird der aus der Ferne wenig spektakuläre Burgwald (max. 443,1 m) deutlich von den beiden höchsten Erhebungen des Kellerwaldes, Wüstegarten (675,3 m, 37 km) und Hohes Lohr (656,7 m, 34 km), überragt, weiter westlich (im Nordosten) durch den eingangs erwähnten Wollenberg.

## Ringwall

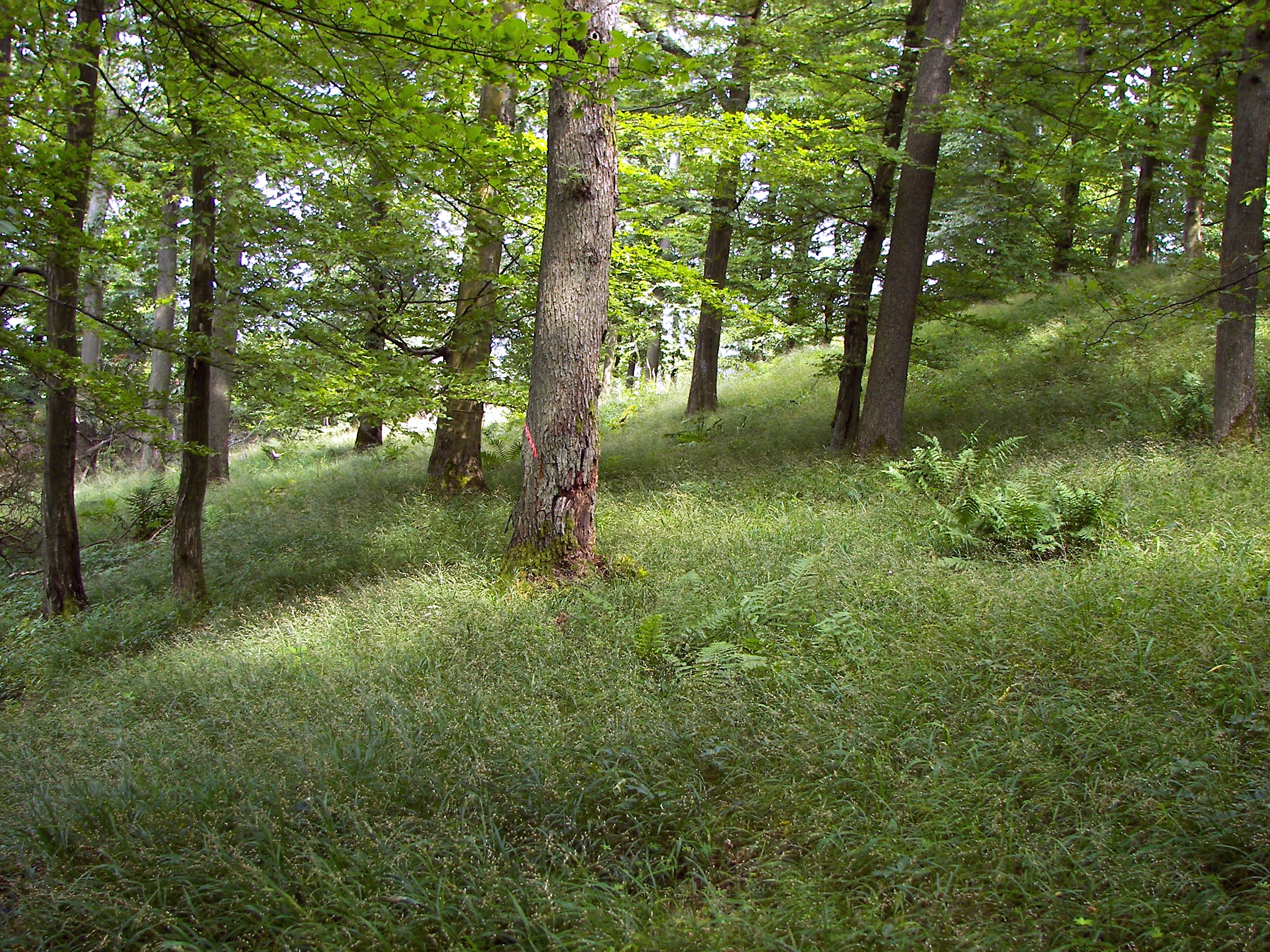
Ringwall

Auf dem Gipfel des Rimberg gibt es eine eisenzeitliche Ringwallanlage, die auf eine mit einer Holz-Erde-Konstruktion befestigte Höhensiedlung zurückgeht. Es wird angenommen, dass diese in der Spätlatènezeit von 250 v. Chr. bis spätestens zur Zeitenwende durchgehend besiedelt war. Von der Wallanlage sind nur noch geringe Reste vorhanden.

## Anfahrt
Um zum Rimberg zu gelangen, fährt man von Marburg bzw. Cölbe über die B 252 und B 62 nach Westen bzw. in Richtung Biedenkopf und verlässt die Bundesstraße bei Lahntal-Caldern. Diesen Ort durchfährt man weiter in Richtung Westen bzw. Dautphetal-Damshausen und erreicht auf der kleinen Nebenstraße einen ausgeschilderten Wanderparkplatz, von dem aus man den Berg erklimmen kann.